# Konstantin Totev
Konstantin Hristov Totev (in bulgaro Константин Христов Тотев?; Veliko Tărnovo, 24 gennaio 1927 – Sofia, 2006) è stato un cestista bulgaro.

## Carriera
Con la Bulgaria ha disputato due edizioni dei Giochi olimpici (Helsinki 1952, Melbourne 1956) e quattro dei Campionati europei (1951, 1953, 1955, 1957).